# 자비량 목회
자비량 목회(自費糧, tentmaking) 또는 자비량은 교회의 목회, 교육, 전도, 선교 사역에 있어서 목회자 및 사역자가 교회나 해당 단체에 소속되거나 단독으로 활동할 때 어떠한 사례나 대가를 받지 않고 자신이 해결하는 방식을 말한다. 이와 반대되는 용어는 삯군 목회 또는 생계형 목회가 있다. 

## 개념
성경에서는 '양식을 스스로 갖춤', '스스로 노력해서 얻은 수입', '스스로 쓸 비용을 충당함'이란 뜻으로 쓰였다. 기독교 공동체의 후원금과 연보로 생계를 유지하던 베드로 등의 다른 사도들과 달리, 사도 바울로는 설립되지 얼마 되지 않은 교회들에 경제적인 부담을 지우지 않기 위해 본인이 직접 일하여 생계를 꾸려나갔다. 특히 데살로니카인들에게 보낸 둘째 편지에서는 바울이 밤낮으로 천막 만드는 일을 하여 교회에 짐을 지우지 않았다는 이야기가 직접 언급된다. 교회에 물질적 후원을 요구하지 않고, 동역자 브리스길라와 아굴라와 함께 장막 만드는 일을 하며 복음을 전했던 자비량 선교가 대표적으로 언급되는 이유이다.

## 논의
자비량 목회를 강조하는 입장은 그것이 교회 부패의 천적이라는 것이다.  특히, 개신교의 변질은 교권주의와 성직주의로 전환되었기 때문이라는 것이다.  목회자가 어떤 종교적 특권이 있다고 생각하게 되면 타락으로 직행하게 된다는 주장이다. 이들은 사역은 목회자만 하는 것이 아니므로 모든 자에게 목회를 할 수 있는 기회가 주어져야 하므로, 목회자 중심의 교권주의에 반대한다.
허나 오늘날 한국교회 안에서 개척교회 목회자들이 생활비를 충당하기 위해서 직업을 병행하는 것은 성경의 자비량 목회와 다르다는 비판도 제기된다.

## 참고 문헌
- Middleton, Robert G. "The Social Context of Paul's Ministry:Tentmaking and Apostleship." Christian Century 97 no 18 May14,1980.
- 황재식 ‘바울의 자비량목회 연구’(석사학위 논문, 아세아연합신학대학교, 2009)
- 교회용어사전(가스펠서브, 생명의 말씀사, 2013)